# (6052) Junichi
(6052) Junichi es un asteroide perteneciente al cinturón exterior de asteroides, región del sistema solar que se encuentra entre las órbitas de Marte y Júpiter, descubierto el 9 de febrero de 1992 por Kin Endate y el también astrónomo Kazuro Watanabe desde el Observatorio de Kitami, Hokkaidō, Japón.

## Designación y nombre
Designado provisionalmente como 1992 CE1. Fue nombrado Junichi en homenaje a Junichi Watanabe, jefe de división de la Oficina de Información Pública del Observatorio Astronómico Nacional y, desde 1994, presidente de la conferencia japonesa de cometas. Involucrado activamente en la investigación de planetas menores, cometas y meteoritos, ha organizado un equipo de observación eficaz y ha contribuido al desarrollo de la infraestructura de ciencias planetarias en Japón. También juega un papel importante en la popularización de la astronomía y las ciencias planetarias.

## Características orbitales
Junichi está situado a una distancia media del Sol de 3,244 ua, pudiendo alejarse hasta 3,404 ua y acercarse hasta 3,084 ua. Su excentricidad es 0,049 y la inclinación orbital 21,79 grados. Emplea 2134,63 días en completar una órbita alrededor del Sol.

## Características físicas
La magnitud absoluta de Junichi es 11,2. Tiene 24,771 km de diámetro y su albedo se estima en 0,1. 